# Reinickendorfer Straße
Reinickendorfer Straße – stacja metra w Berlinie, w dzielnicy Wedding, w okręgu administracyjnym Mitte na linii U6. Stacja została otwarta w 1923.